# Erigeron porsildii
Erigeron porsildii là một loài thực vật có hoa trong họ Cúc. Loài này được G.L.Nesom & D.F.Murray mô tả khoa học đầu tiên năm 2004.